# آلن ژوسوا
آلن ژوسوا (فرانسوی: Alain Jessua‎؛ زادهٔ ۱۶ ژانویهٔ ۱۹۳۲) یک کارگردان، فیلم‌نامه‌نویس، تهیه‌کننده، و پدیدآور اهل فرانسه است.

## فیلمشناسی
- درمان با شوک (۱۹۷۳)
- بازی مرگبار